# 松井秀喜ベースボールミュージアム
松井秀喜ベースボールミュージアム（まついひできベースボールミュージアム）は、宗教法人瑠璃教会傘下のオフィスルリが運営する石川県能美市にある元プロ野球選手・松井秀喜を記念した博物館。旧称は「松井秀喜 野球の館」（まついひでき やきゅうのやかた）で、2005年のリニューアルに合わせて改称されている。

## 概要
1993年に読売ジャイアンツ（巨人）に入団した能美市出身の松井の功績を残す資料館として、瑠璃教会の二代目司教である松井秀喜の父・松井昌雄が、1994年に現在の別館にあたる施設を「松井秀喜 野球の館」としてオープンさせた。
その後、施設が手狭になったことなどから2005年12月、現・別館の道路の向かい側に新たにバロック風の新本館を建設。新本館は建築士である秀喜の兄・松井利喜が設計し、新本館オープンに伴い現名称になった。2016年6月11日に累計入館者数が100万人を突破している。
ミュージアム内にあるショップでは、実母・さえ子のレシピを忠実に再現した「松井家秘伝のカレー」（練習中、試合前の2バージョンあり）も販売されている。なお、このカレーの発売元および販売元はニッポン放送、製造業者はエム・シーシー食品である。
休館日は毎週火曜（祝日や行楽時期は除く）と年末年始。

## 主な展示物
- 松井秀喜と野球

幼少時の写真や星稜高等学校～アスレチックスまでのユニフォーム
- 夢の始まり

三角ベースをする松井の写真や少年野球時代の資料など
- 甲子園に描いた夢へのアーチ

星稜高時代の記念品など
- 栄光の巨人軍へ

ジャイアンツ時代の記念品など
- 新たな夢を求め、メジャーリーグへ

ニューヨーク・ヤンキースやロサンゼルス・エンゼルス・オブ・アナハイム時代の記念品など
- World Series 2009 松井選手の軌跡

2009年のワールドシリーズMVPに関する内外の新聞記事など
- ホームランの軌跡

松井が放ったホームランに関する写真など
- HIDEKI'S SQUARE

旧ヤンキー・スタジアムのフェンスの一部や松井が使用したロッカーの展示

## アクセス
- 北陸自動車道小松インターチェンジより車で4分
- IRいしかわ鉄道線能美根上駅よりのみバスで「山口方面」乗車、「松井秀喜ミュージアム」下車（約10分）
- 小松空港よりタクシーで約7分